# Pozo de Mata Ramírez
Pozo de Mata Ramírez är en ort i Mexiko.   Den ligger i kommunen Paso de Ovejas och delstaten Veracruz, i den sydöstra delen av landet, 290 km öster om huvudstaden Mexico City. Pozo de Mata Ramírez ligger 70 meter över havet och antalet invånare är 484.
Terrängen runt Pozo de Mata Ramírez är platt, och sluttar österut. Runt Pozo de Mata Ramírez är det ganska tätbefolkat, med 80 invånare per kvadratkilometer. Närmaste större samhälle är Fraccionamiento Geovillas los Pinos, 19,0 km öster om Pozo de Mata Ramírez. Trakten runt Pozo de Mata Ramírez består till största delen av jordbruksmark.